# Acridocarpus prasinus
Acridocarpus prasinus là một loài thực vật có hoa trong họ Malpighiaceae. Loài này được Exell mô tả khoa học đầu tiên năm 1927.